# Прощальний квартет (фільм)
«Прощальний квартет» (англ. A Late Quartet) — американський драматичний фільм 2012 року режисера Ярона Зільбермана. У фільмі звучить камерна музика, (особливо Квартет Бетховена No. 14, ор. 131), яку грає струнний «Брентано-квартет» (Brentano String Quartet), названий на честь Антонії Брентано (1780-1869).

## Короткий зміст
Це історія про знаменитий на весь світ струнний квартет, який святкує свій 25-річний ювілей. Найстаріший його учасник віолончеліст Пітер (Крістофер Вокен) вирішує, що повинен завершити свої виступи, коли у нього виявили хворобу Паркінсона. Нові події загрожують розлучити музикантів: любов, зрада, боротьба за першість, спалахи пристрасті… Однак, якраз Пітер знаходить вихід з кризової ситуації і дає можливість слухачам насолодитися музикою струнного квартету № 14, до-дієз мінор, ор. 131, Бетховена.

## Ролі виконують
- Філіп Сеймур Гоффман — Роберт Гелбарт (2 скрипка)
- Крістофер Вокен — Пітер Мітчел (чельо)
- Кетрін Кінер — Джульєта Гелбарт (віола)
- Марк Іванір — Даніель Лернер (1 скрипка)
- Імоджен Путс — Олександра Гелбарт
- Анне Софі фон Оттер — Міріам
- Воллес Шон — Гідеон Розен

## Навколо фільму
- Сцени концертів квартету, які були зняті у фільмі, відбувалися у «Глядацькій залі Грейс Рейні Роджерс» (The Grace Rainey Rogers Auditorium)[2][3] у  Музеї мистецтва Метрополітен. На тій же сцені, де «Квартет Ґварнері» дав свій прощальний концерт у 2009 році.
- Сцена, в якій Пітер Мітчел у своєму музичному класі розповідає анекдот про зустріч з Пабло Казальсом взятий з анекдоту, знайденого в автобіографії віолончеліста Григорія П’ятигорського. Обставини зустрічі у фільмі змінені, але слова Казальса є по суті ідентичними до тих, які написав П'ятигорський.[4]

## Музика фільму
Записана у виконнанні струнного «Брентано-квартету»:
- Beethoven: Beethoven's String Quartet #14 In C-Sharp Minor, OP.131 - Adagio, Ma Non Troppo E Molto Espressivo
- Beethoven: Beethoven's String Quartet #14 In C-Sharp Minor, OP.131 - Allegro Molto Vivace
- Beethoven: Beethoven's String Quartet #14 In C-Sharp Minor, OP.131 - Allegro Moderato
- Beethoven: Beethoven's String Quartet #14 In C-Sharp Minor, OP.131 - Andante, Ma Non Troppo
- Beethoven: Beethoven's String Quartet #14 In C-Sharp Minor, OP.131 – Presto
- Beethoven: Beethoven's String Quartet #14 In C-Sharp Minor, OP.131 - Adagio, Quasi Un Poco Andante
- Beethoven: Beethoven's String Quartet #14 In C-Sharp Minor, OP.131 – Allegro

Інтерпретована композитором фільму Анджело Бадаламенті:
| - A Late Quartet – Overture - Movements - Diagnosis - Reflections - A Jog In The Park | - Stop Right Here - 11:42 PM - Premonition - Winter Love - Eternal Quest | - Old Men Know - Breaking Up - Fire Escape - Longing For Miriam - A Late Quartet - Bidding Farewell |